# Due tattiche della socialdemocrazia nella rivoluzione democratica
Due tattiche della socialdemocrazia nella rivoluzione democratica  (in russo: Две тактики социал-демократии в демократической революции) è una delle prime e più importanti opere politiche di Lenin, un saggio pubblicato nell'estate 1905 mentre si trovava in esilio a Ginevra nel quale egli affronta le questioni della prima rivoluzione russa e indica i compiti del proletariato per gli anni futuri, che culmineranno nella Rivoluzione d'ottobre del 1917.

## Descrizione
Nell'opera vengono esposte le differenze fondamentali emerse tra bolscevichi e menscevichi. Al IIIº Congresso del Partito Operaio Socialdemocratico Russo, tenutosi a Londra, i Menscevichi non avevano preso parte, preferendo indire una loro propria conferenza. Lenin spiega le decisioni prese al Congresso, e allo stesso tempo esamina le posizioni politiche prese da Martov e compagni alla conferenza menscevica tenutasi a Ginevra, criticandole al fine di rivelare la linea da seguire per assumere la guida di un proletariato che abbia acquisito la coscienza di classe.
(Vladimir Lenin)
La teoria rivoluzionaria di Lenin è la teoria della "rivoluzione ininterrotta" (analoga alla teoria trotskista della "rivoluzione permanente"): «Dalla rivoluzione democratica cominceremo subito, nella misura delle nostre forze, delle forze del proletariato cosciente e organizzato, a passare alla rivoluzione socialista. Noi siamo per la rivoluzione ininterrotta. Non ci arresteremo a metà strada».
Lenin in questo lavoro, afferma che la socialdemocrazia ha conquistato il potere in Europa dopo la Comune di Parigi a causa della reazione borghese.